# Neckera semicrispa
Neckera semicrispa är en bladmossart som beskrevs av Jules Cardot och Potier de la Varde 1923. Neckera semicrispa ingår i släktet fjädermossor, och familjen Neckeraceae. Inga underarter finns listade i Catalogue of Life.